# Marthe Koala
Marthe Yasmine Koala (ur. 8 marca 1994 w Bobo-Dioulasso) – burkińska lekkoatletka specjalizująca się w biegach płotkarskich. Okazjonalnie występuje także w skoku w dal oraz w wielobojach.
Piąta zawodniczka siedmioboju podczas igrzysk afrykańskich w Maputo (2011). Rok później reprezentowała Burkina Faso na igrzyskach olimpijskich w Londynie, na których odpadła w eliminacjach 100 metrów przez płotki. W 2013 zdobyła złoto i srebro mistrzostw Afryki juniorów oraz zajęła 7. miejsce na igrzyskach frankofońskich. W 2014 sięgnęła po złoty medal w siedmioboju podczas mistrzostw Afryki w Marrakeszu, a rok później zdobyła brązowy medal w odbywających się w Brazzaville igrzysk afrykańskich. W 2016 została wicemistrzynią Afryki w siedmioboju i w biegu na 100 metrów przez płotki.

## Osiągnięcia
| Rok  | Impreza                          | Miejsce        | Konkurencja                | Pozycja    | Wynik     |
| ---- | -------------------------------- | -------------- | -------------------------- | ---------- | --------- |
| 2011 | Igrzyska afrykańskie             | Maputo         | siedmiobój                 | 5. miejsce | 5133 pkt. |
| 2012 | Igrzyska olimpijskie             | Londyn         | bieg na 100 m przez płotki | eliminacje | 13,91     |
| 2013 | Mistrzostwa Afryki juniorów      | Bambous        | bieg na 100 m przez płotki | 1. miejsce | 14,09     |
| 2013 | Mistrzostwa Afryki juniorów      | Bambous        | skok w dal                 | 3. miejsce | 5,60w     |
| 2013 | Igrzyska frankofońskie           | Nicea          | bieg na 100 m przez płotki | 7. miejsce | 13,75     |
| 2014 | Mistrzostwa Afryki               | Marrakesz      | siedmiobój                 | 1. miejsce | 5454 pkt. |
| 2015 | Mistrzostwa świata               | Pekin          | siedmiobój                 | –          | DNF       |
| 2015 | Igrzyska afrykańskie             | Brazzaville    | siedmiobój                 | 3. miejsce | 5664 pkt. |
| 2016 | Mistrzostwa Afryki               | Durban         | bieg na 100 m przez płotki | 2. miejsce | 13,36     |
| 2016 | Mistrzostwa Afryki               | Durban         | siedmiobój                 | 2. miejsce | 5952 pkt. |
| 2016 | Igrzyska olimpijskie             | Rio de Janeiro | bieg na 100 m przez płotki | eliminacje | 13,41     |
| 2017 | Igrzyska frankofońskie           | Abidżan        | bieg na 100 m przez płotki | 1. miejsce | 13,32     |
| 2017 | Igrzyska frankofońskie           | Abidżan        | skok w dal                 | 1. miejsce | 6,52      |
| 2017 | Mistrzostwa świata               | Londyn         | bieg na 100 m przez płotki | eliminacje | 13,38     |
| 2017 | Uniwersjada                      | Tajpej         | siedmiobój                 | –          | NM        |
| 2018 | Mistrzostwa Afryki               | Asaba          | skok w dal                 | 2. miejsce | 6,54      |
| 2018 | Mistrzostwa Afryki               | Asaba          | siedmiobój                 | 2. miejsce | 5967 pkt. |
| 2018 | Puchar interkontynentalny        | Ostrawa        | bieg na 100 m przez płotki | 7. miejsce | 13,42     |
| 2018 | Puchar interkontynentalny        | Ostrawa        | skok w dal                 | 6. miejsce | 6,60      |
| 2019 | Uniwersjada                      | Neapol         | skok w dal                 | 9. miejsce | 6,25      |
| 2019 | Uniwersjada                      | Neapol         | siedmiobój                 | 2. miejsce | 6121 pkt. |
| 2019 | Igrzyska afrykańskie             | Rabat          | bieg na 100 m przez płotki | 2. miejsce | 13,20     |
| 2019 | Igrzyska afrykańskie             | Rabat          | siedmiobój                 | 1. miejsce | 5866 pkt. |
| 2019 | Mistrzostwa świata               | Doha           | bieg na 200 m              | eliminacje | 24,29     |
| 2019 | Mistrzostwa świata               | Doha           | siedmiobój                 | –          | DNF       |
| 2021 | Igrzyska olimpijskie             | Tokio          | bieg na 100 m przez płotki | eliminacje | 13,11     |
| 2021 | Igrzyska olimpijskie             | Tokio          | siedmiobój                 | –          | DNF       |
| 2022 | Mistrzostwa Afryki               | Saint-Pierre   | bieg na 100 m przez płotki | 4. miejsce | 12,99     |
| 2022 | Mistrzostwa Afryki               | Saint-Pierre   | skok w dal                 | 1. miejsce | 6,42      |
| 2022 | Mistrzostwa świata               | Eugene         | skok w dal                 | –          | DNS       |
| 2022 | Igrzyska solidarności islamskiej | Konya          | skok w dal                 | 1. miejsce | 6,53w     |
| 2023 | Igrzyska frankofońskie           | Kinszasa       | bieg na 100 m przez płotki | –          | DQ        |
| 2023 | Igrzyska frankofońskie           | Kinszasa       | skok w dal                 | 1. miejsce | 6,94      |
| 2023 | Mistrzostwa świata               | Budapeszt      | skok w dal                 | 7. miejsce | 6,68      |
| 2024 | Igrzyska afrykańskie             | Akra           | skok w dal                 | 2. miejsce | 6,81      |
| 2024 | Igrzyska afrykańskie             | Akra           | sztafeta 4 × 100 m         | eliminacje | 46,40     |
| 2024 | Mistrzostwa Afryki               | Duala          | skok w dal                 | 2. miejsce | 6,72      |
| 2024 | Igrzyska olimpijskie             | Paryż          | skok w dal                 | 9. miejsce | 6,61      |

## Rekordy życiowe
| Konkurencja                     | Wynik     | Miejsce  | Data            | Uwagi               |
| ------------------------------- | --------- | -------- | --------------- | ------------------- |
| Bieg na 100 metrów przez płotki | 12,81     | Dakar    | 23 maja 2021    | rekord Burkina Faso |
| Skok w dal                      | 6,94      | Kinszasa | 2 sierpnia 2023 | rekord Burkina Faso |
| Siedmiobój                      | 6250 pkt. | Götzis   | 30 maja 2021    | rekord Burkina Faso |